# Josip Hrnčević
Josip Hrnčević, hrvaški pravnik, sodnik in politik, * 10. december 1901, Obrovnica, † 13. marec 1994, Zagreb.

## Življenjepis
Pred vojno je doktoriral na zagrebški Pravni fakulteti. Leta 1933 je postal član KPJ. Sodeloval je pri organiziranju NOVJ v Hrvaškem zagorju in Međimurju leta 1941. Med vojno je deloval na vojaško-političnih funcijah; ob koncu vojne pa je bil predsednik sveta Višjega vojaškega sodišča pri Vrhovnem štabu. Po vojni je nadaljeval s kariero v pravosodju: kot javni tožilec FLRJ (1946-51), predsednik Vrhovnega sodišča FLRJ (1951-59), član Zveznega izvršnega sveta in državni sekretar za pravosodje (1959-63). Po sprejmu nove ustave 1963 je postal prvi predsednik Ustavnega sodišča SR Hrvaške (do upokojitve 1967).
Bil je tudi rezervni generalmajor.